# Atelopus tricolor
Atelopus tricolor (tên tiếng Anh là Three-coloured Harlequin Toad) là một loài cóc trong họ Bufonidae.
Nó được tìm thấy ở Bolivia và Peru.
Các môi trường sống tự nhiên của chúng là các khu rừng vùng núi ẩm nhiệt đới hoặc cận nhiệt đới và sông. Loài này đang bị đe dọa do mất nơi sống.